# カワガラス
カワガラス（河烏、川鴉、学名：Cinclus pallasii Temminck, 1820）は、スズメ目カワガラス科カワガラス属に分類される鳥類の一種。
南北アメリカ大陸（新北区、新熱帯区）に分布するメキシコカワガラスの近縁種。

## 分布
ヒマラヤ北部からインドシナ半島北部、中国、台湾、サハリン、日本、カムチャツカ半島に分布する。生息地では、基本的には留鳥である。
日本では、北海道、本州、四国、九州、屋久島にかけて広く分布する。留鳥として、河川の上流から中流域にかけてと山地の渓流に生息する 。

## 形態
全長は21-23 cm、翼開長は約32 cm、体重65-90 g。ヒヨドリやツグミより少し小さい。全身が濃い茶色（チョコレート色、光の具合により赤茶色に見えることもある。）の羽毛におおわれているのが名前の由来だが、カラスの仲間ではない。尾羽は短めで黒味の強い焦茶色。目は茶色で、目を閉じると白いまぶたが目立つ。雌雄同色。くちばしは黒く、足は灰色でがっちりしている。ミソサザイを大きくしたような体形で、短めの尾羽を立てた独特の姿勢をとる。幼鳥は喉から腹にかけて白くて細かいうろこ模様がある。

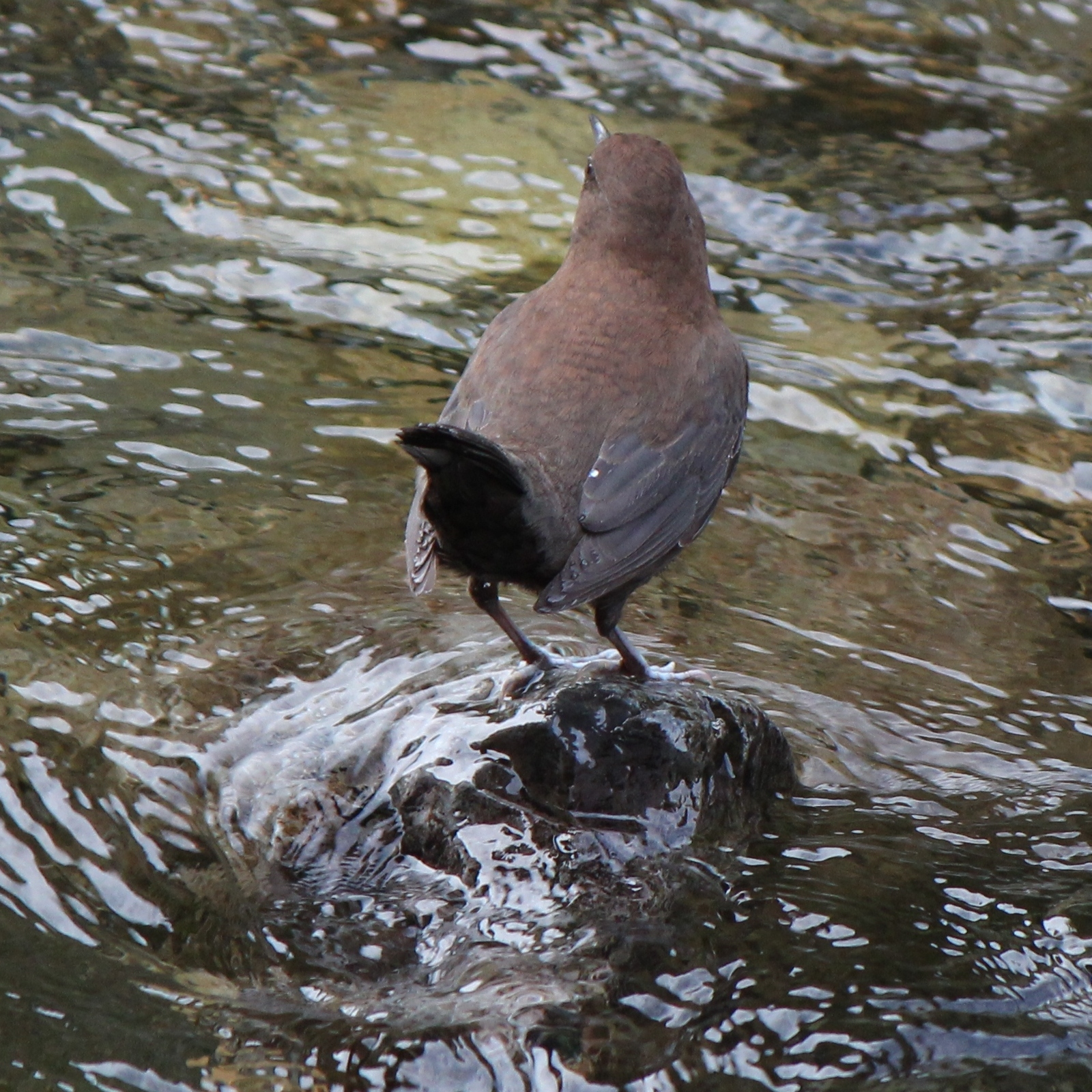
後姿と尾羽
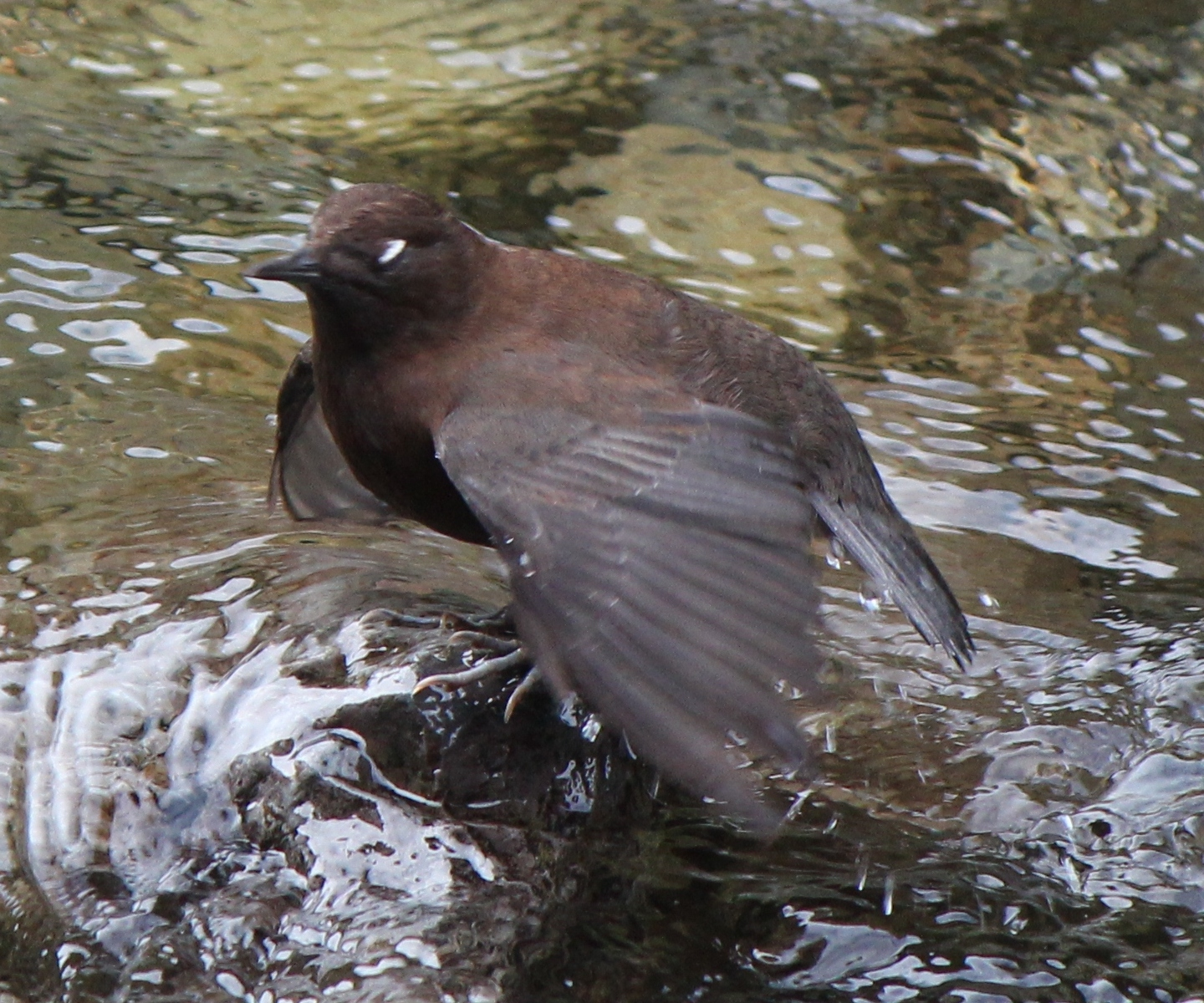
翼を広げて目を閉じた様子（白いまぶた）
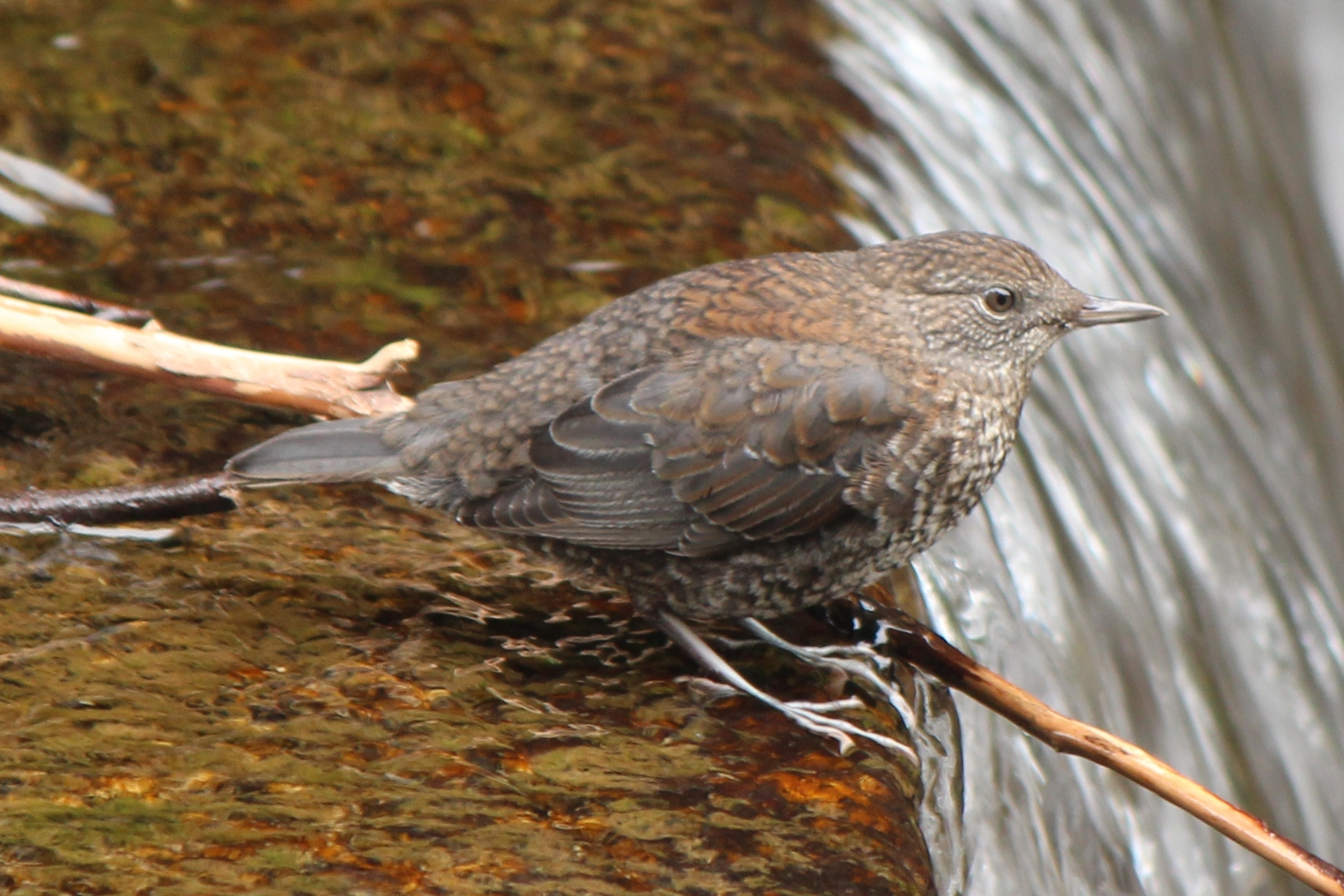
うろこ模様がある幼鳥

## 生態
平地から亜高山帯の川の上流から中流の岩石の多い沢に生息する。冬期（積雪期）には下流側に生息場所を移動することもある。一年中、単独（非繁殖期は単独で行動している）もしくは番いで行動し群れを形成することはない。つがい形成期には、一夫二妻行動をとることがある。ピッピッと鳴きながら、速い羽ばたきで川面の上を一直線に飛翔する。頑丈な脚で岩をつかみ、水流の圧力を利用して川底を歩きながら水中で捕食を行う。尾羽を上下に動かしたり、風切羽を半開きにしたり、まばたきし白いまぶたを見せながら、石や流木の上で休息する。

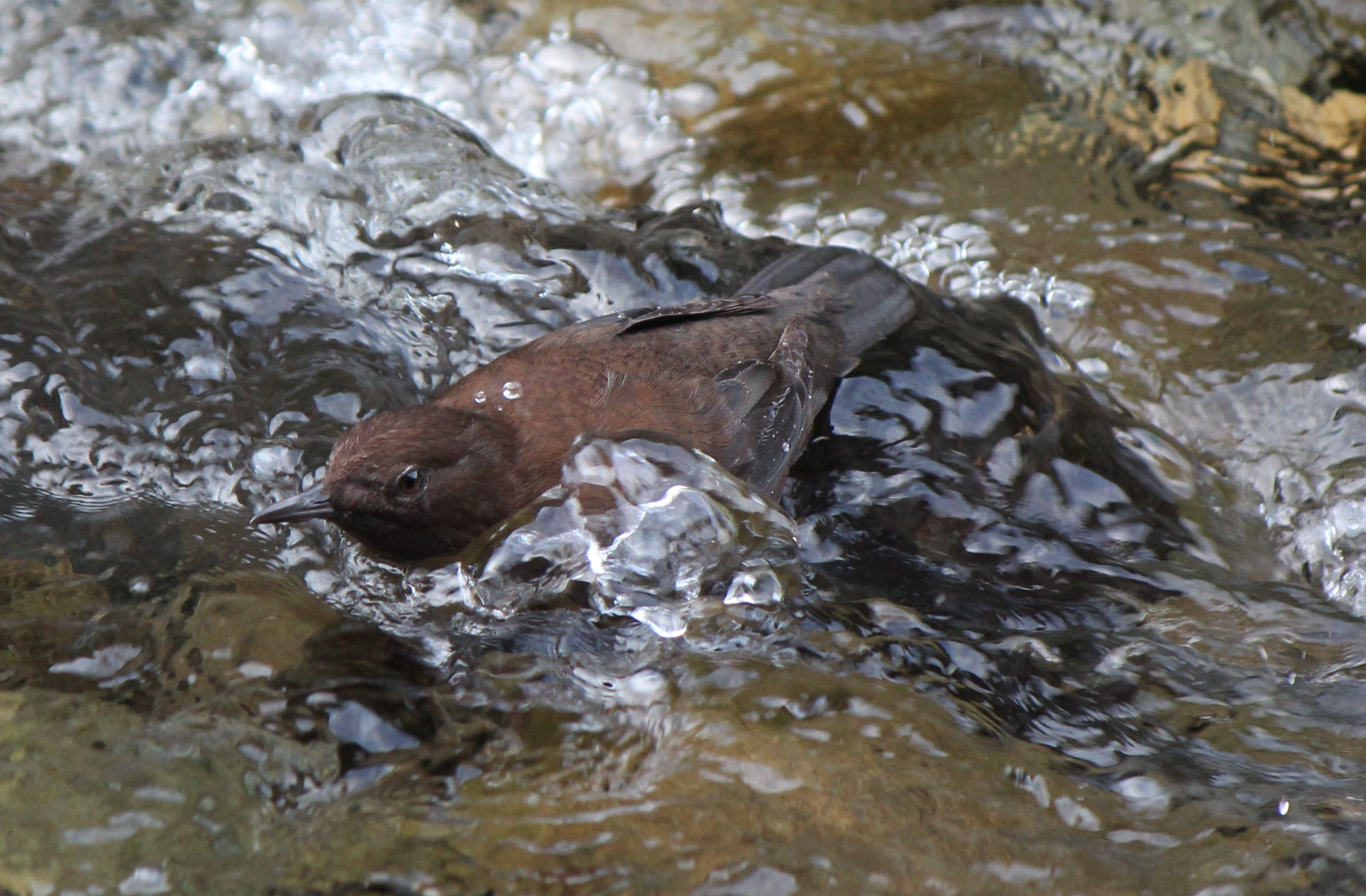
渓流を泳ぐカワガラス
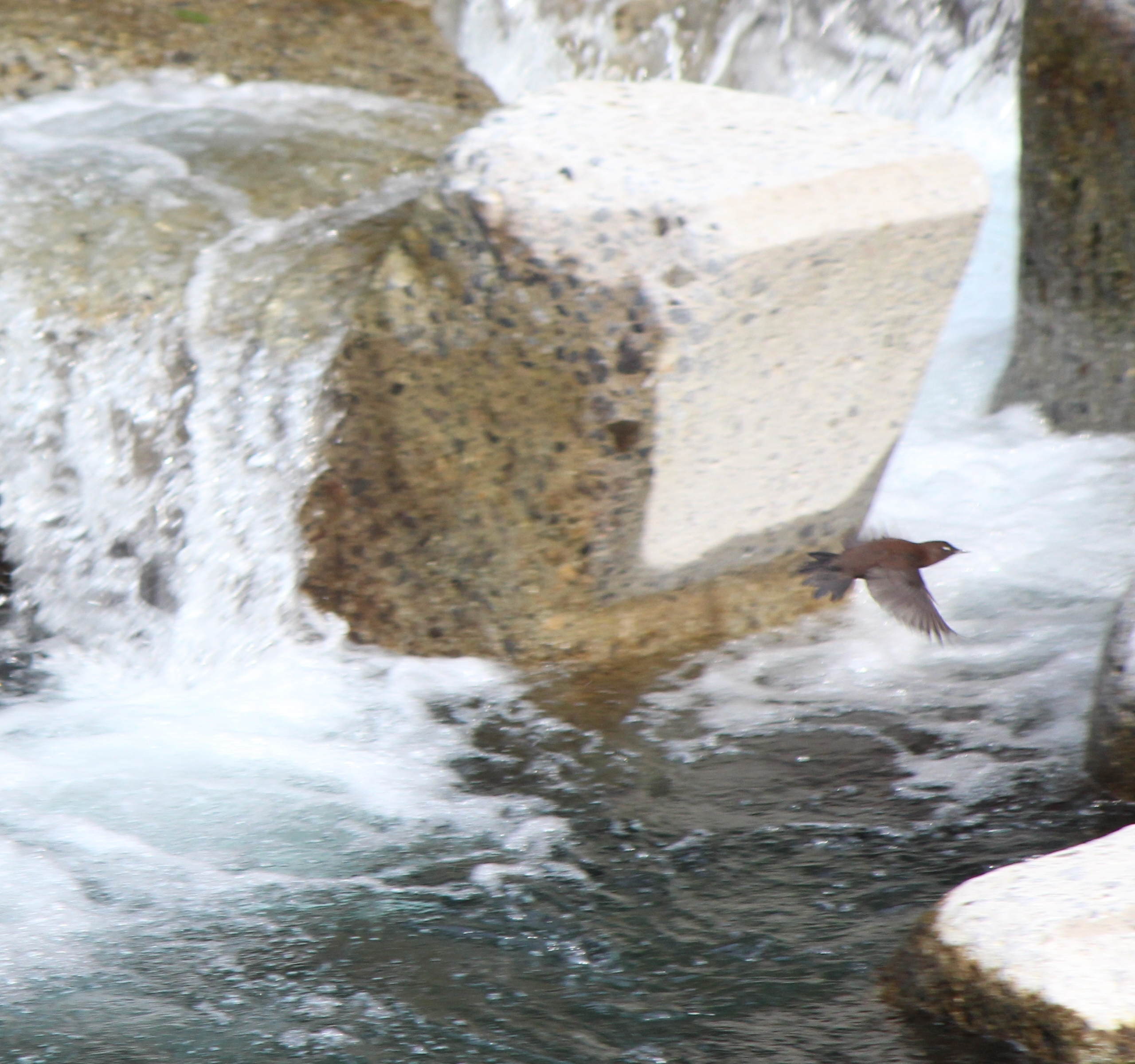
水面上を真直ぐに飛ぶ様子

### 食性
食性は動物食。水に潜ってカゲロウ、カワゲラなどの幼虫などの水生昆虫やカニなどの甲殻類、小魚を捕食する。水面上を泳ぎながら首を水中に入れて覗き込み、頻繁に潜水する。水中では水底を這うように歩き回って川底の餌を探し、『渓流の素潜り名人』と称されることがある。水にもぐっているときは羽毛の間に空気がふくまれるため、全身が銀色にみえる。

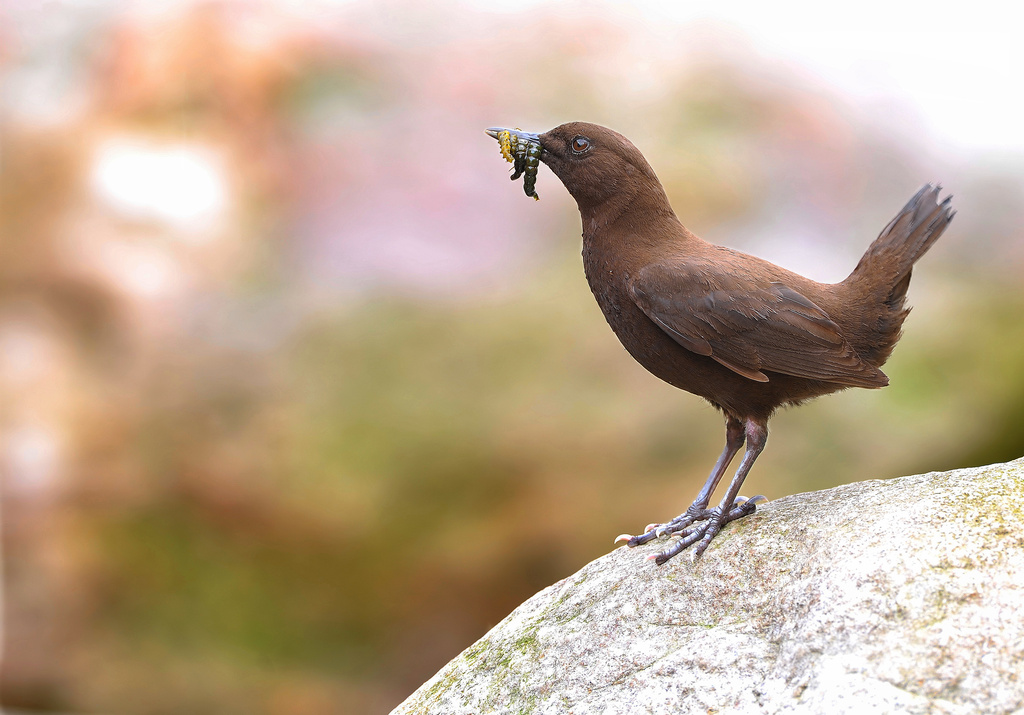
幼虫をくわえたカワガラス
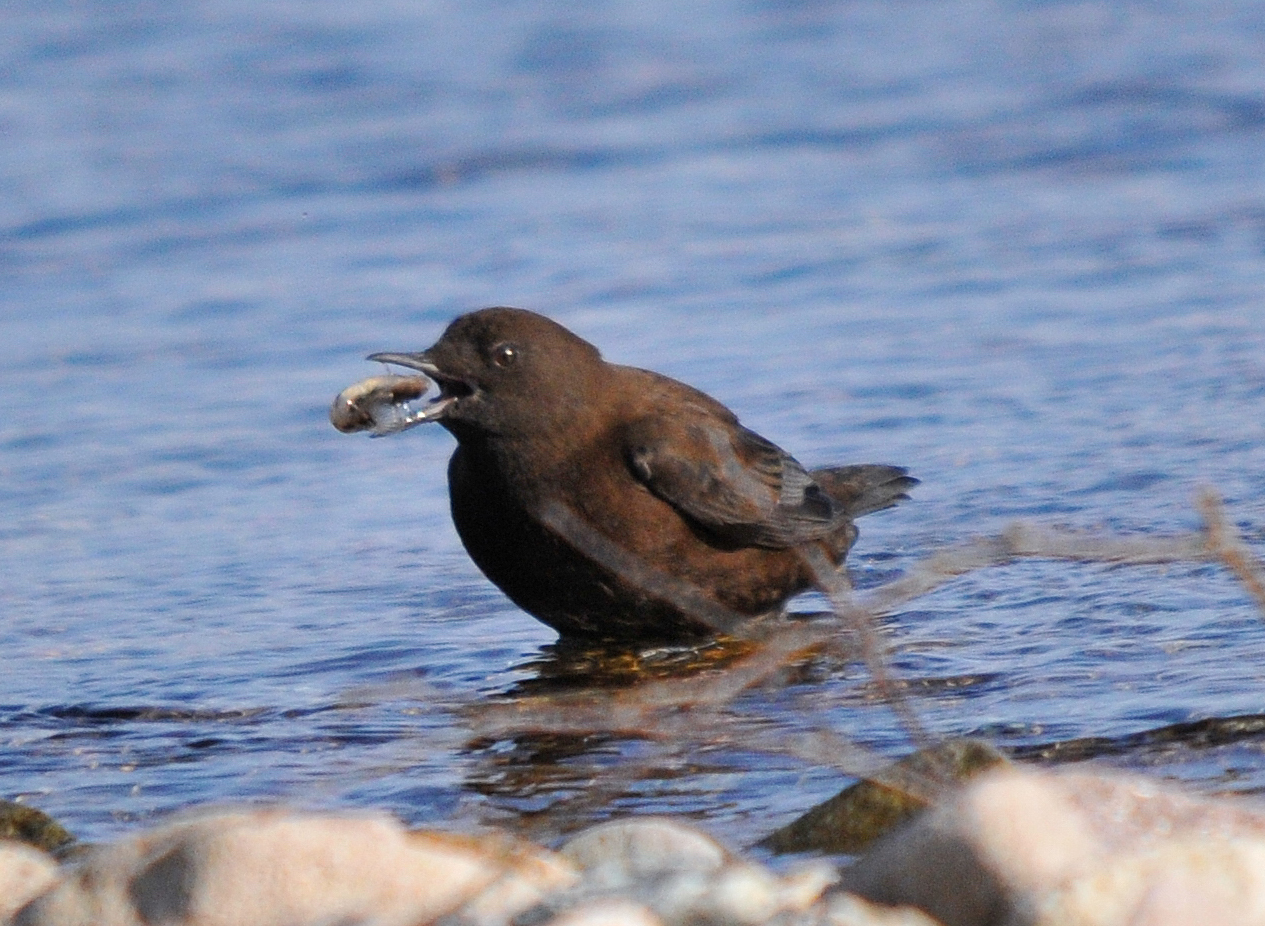
川で小魚を捕えた瞬間

### 生活史

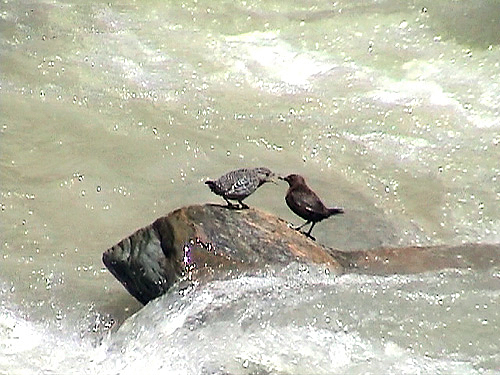
親から雛へ給餌する様子

ほかの鳥にくらべて繁殖を始めるのが早く、12月頃からオスがさえずり縄張り宣言を行う。暖地では1月頃から繁殖を始める。滝の裏の岩の隙間にコケや植物の根で半球状のドーム形の巣をつくる。岩の陰やコンクリート護岸の排水口、橋桁などの人工物にも巣を作ることもある。造巣の際の雌雄の貢献度はほぼ等しく分業は行われない。日本では2-6月に1腹4-5個の卵を産む。抱卵日数は15-16日で、雌が抱卵する育雛は雌雄共同で行う。雛は21-23日で巣立つ。雛は飛べない内から、水中を泳いだり歩くことができる。

### 鳴き声
オスは12月頃の繁殖期から「ピピピ　チュシュ　ピッピッ　ピュュ」と鳴き始める。セグロセキレイ似た濁った声で「チーチージュピチリリ」と複雑に鳴く。地鳴きは「ピッ　ピッ」。

## 亜種
本種は以下の亜種に分類されている。日本には亜種カワガラス（学名：Cinclus pallasii pallasii Temminck, 1820）が分布する。
- C. pallasii tenuirostris Bonaparte[14], 1850 - アフガニスタン北部と中央アジアからヒマラヤ中央部にかけての山地に分布する。
- C. pallasii dorjei Kinnear, 1937 - ヒマラヤ東部からミャンマーとタイ北西部にかけて分布する。
- C. pallasii pallasii Temminck, 1820 - シベリア東部から中国、サハリン、千島列島、日本、台湾、インドシナ半島北部にかけて分布する。

## 種の保全状況評価
国際自然保護連合（IUCN）により、レッドリストの軽度懸念（LC）の指定を受けている。個体数は安定傾向にある。
日本では以下の都道府県でレッドリストの指定を受けている。河川開発が個体数の減少の原因であると見られている。
- 絶滅危惧IB類（EN）- 長崎県
- 絶滅危惧II類（VU） - 東京都西多摩地区、愛知県[18]
- 準絶滅危惧（NT） - 大阪府、山口県[17]
  - 希少種 - 奈良県[注釈 2]
- その他
- 減少種 - 神奈川県
  - 希少種 - 滋賀県
  - 留意 - 岡山県[16]

## 人間との関係
若山牧水により『川鴉（かわがらす）　なきすぎゆきぬ　たぎつ瀬の　たちき輝き流る上を』と詠まれている。
『アイヌ神謡集』の「コンクワ　梟の神が自ら歌った謡」ではカワガラスが重要な役割を担っている。梟は村の守り神で、すでに年老い衰えていることを嘆き、それでも最後に『よい使者がいれば天国へ談判を持たせたい』と言う。神々が人間に獲物を下賜してくれないことへの苦情を述べさせたいというものだ。それに応えたのが最初はカラス、次は山のカケスだが、いずれも談判の内容を聞き取る前に居眠りして、怒った梟に打ち殺される。最後に慎み深い態度で現れたのがカワガラスで、梟の談判をすべて聞き留めると神々の元へ向かい、談判の返事を持ってくる。人間が獲物への敬意を示すのが大事だという返事を聞き、梟は後のことをカワガラスにあずけ、この世を去る。その去り際の言葉がこの謡だ、というものである。